# Caustic Window
Caustic Window (так же известный как Caustic Window LP) - альбом британского электронного музыканта Ричарда Дэвида Джеймса, записанный под псевдонимом Caustic Window. Планировалось выпустить пластинку в 1996 году, однако было выпущено всего несколько тестовых тиражей. После того, как одна копия появилась в продаже на сайте Discogs в 2014 году, она была куплена и распространена в цифровом виде через кампанию Kickstarter. В конечном итоге он был продан на eBay за 46 300 долларов.

## Выпуск
По неизвестным причинам выход альбома был отменён, хоть и треки «Phlaps» и «Cunt» были выпущены в качестве синглов. Пять копий альбома были выпущены в качестве тестового тиража. Одна из таких копий появилась на сайте Discogs летом 2014 года. В ответ на это форум электронной музыки We Are the Music Makers провёл переговоры с Rephlex Records, в ходе которого был организован проект на Kickstarter, в рамках которого спонсоры получили цифровую копию альбома.
После проекта на Kickstarter, копия была продана на аукционе eBay. Деньги, собранные от продажи, были разделены поровну между участниками Kickstarter, Ричардом и Doctors Without Borders. Копию купил Маркус «Нотч» Перссон, создатель игры Minecraft, за 46 300 долларов.

## Критический приём
| Оценки критиков               | Оценки критиков |
| Источник                      | Оценка          |
| ----------------------------- | --------------- |
| Consequence of Sound          | C+              |
| Pitchfork                     | 8.1/10          |
| Resident Advisor              | 4/5             |
| The Rolling Stone Album Guide | [ 11 ]          |

Марк Ричардсон из Pitchfork назвал Caustic Window «лучшим новым переизданием», добавив: «Caustic Window LP, вероятно, не оставил бы значительного следа и был бы услышан как второсортный Джеймс. Однако двадцать лет спустя мы слышим его с той аурой, с той дополнительной тоской, которая исходит от того, насколько редкой стала музыка Джеймса. И в этом свете второй уровень по-прежнему очень хорош». Дерек Стэплс из Consequence of Sound написал, что «величайшие жемчужины в этой коллекции подчеркивают дальновидность Джеймса в электронной танцевальной музыке», с «ранними примерами ныне модного техно-хауса ... Этот релиз, возможно, не соответствовал высоким стандартам лейбла, но он остается актуальным в сообществе постоянного перехода».

## Трек лист
| №   | Название                   | Длительность |
| --- | -------------------------- | ------------ |
| 1.  | «Flutey»                   | 8:20         |
| 2.  | «Stomper 101mod Detunekik» | 7:26         |
| 3.  | «Mumbly»                   | 5:31         |
| 4.  | «Popeye»                   | 1:19         |
| 5.  | «Fingertrips»              | 4:17         |
| 6.  | «Revpok»                   | 3:43         |
| 7.  | «AFX Tribal Kik»           | 1:06         |
| 8.  | «Airflow»                  | 5:06         |
| 9.  | «Squidge in the Fridge»    | 4:09         |
| 10. | «Fingry»                   | 4:51         |
| 11. | «Jazzphase»                | 4:23         |
| 12. | «101 Rainbows Ambient Mix» | 8:52         |
| 13. | «Phlaps»                   | 3:50         |
| 14. | «Cunt»                     | 4:16         |
| 15. | «Phone Pranks»             | 2:16         |